# オルトゥッキオ
オルトゥッキオ（イタリア語: Ortucchio）は、イタリア共和国アブルッツォ州ラクイラ県にある、人口約1,800人の基礎自治体（コムーネ）。

## 地理

### 位置・広がり

#### 隣接コムーネ
隣接するコムーネは以下の通り。
- コッレロンゴ
- ジョーイア・デイ・マルシ
- レッチェ・ネイ・マルシ
- ペシーナ
- トラサッコ